# بیمارستان طالقانی (تهران)
بیمارستان طالقانی در شمال شهر تهران قرار دارد 
بیمارستان دولتی با خدمات درمانی دفترچه تامین اجتماعی انجام می‌شود

## تاریخچه
این بیمارستان توسط سپهبد عبدالکریم ایادی پزشک مخصوص علیرضا پهلوی، در زمینی به مساحت ۴۲٬۰۰۰ در هفت طبقه با نام نقاهتگاه کمک شماره ۲ در حال احداث بود، به دلیل انقلاب در حالیکه هنوز نیمه‌کاره بود مصادره و در دی ۱۳۵۸ به نام مرکز پزشکی آموزشی و درمانی آیت‌الله طالقانی تغییر نام داد و به دانشگاه ملی(دانشگاه شهید بهشتی) واگذار و بعد از مدتی به دانشگاه علوم پزشکی شهید بهشتی پیوست.

## امکانات
این مرکز دارای بخش‌های فوق‌تخصصی نفرولوژی، هماتولوژی، گوارش و غدد، همچنین بخش‌های پیوند کبد، کلیه و مغز استخوان و بخش‌های تخصصی قلب، روانپزشکی، اطفال، زنان و زایمان، جراحی فک و صورت، گوش و حلق و بینی، جراحی عمومی و عروق، بیهوشی، ارتوپدی، اورژانس، آندوسکوپی و بخش‌های ویژه NICU و ICU – CCU است. ضمناً این بیمارستان دارای بخش‌های پاراکلینیکی زیر است:
رادیولوژی (انواع گرافی‌ها، سونوگرافی، داپلر، ماموگرافی و آنژیوگرافی)، طب هسته‌ای (انواع اسکن، تالیوم اسکن، یددرمانی، Spect)، آزمایشگاه، پاتولوژی، فیزیوتراپی، شنوائی سنجی، کاردرمانی، گفتار درمانی، آندوسکپی، کولونوسکوپی، تست ورزش، دیالیز و دیالیز صفاقی، الکتروکاردیوگرافی، اکوکاردیوگرافی، آنژیوگرافی، ERCP، آرتروسکپی.